# Oringe
Oringe (psykiatrisk hospital) er et psykiatrisk hospital i Vordingborg, der blev oprettet ved lov af 20. august 1853 og åbnet 3. april 1858. Det var oprindelig bestemt for helbredelige sindssyge fra Østifterne undtagen København og med 120 pladser, udvidet ved lov af 3. april 1868 til også at kunne optage uhelbredelige sindssyge og, således udvidet, åbnet 1. oktober 1871 med 400 Pladser. Ved århundredeskiftet blev det benyttet af henved 500 patienter og udvidet ved nye bygninger på samme tid. I 1888 indskrænkedes det til kun at skulle betjene Sjællands og Lolland-Falsters Stifter, men for så vidt pladserne ikke var optagne, kunne sindssyge også fra de andre dele af riget såvel som fra udlandet blive modtagne. Den 1. januar 1898 var der 485 patienter (239 mænd, 246 kvinder), og ved anstalten var ansat en overlæge, 2 reservelæger, en kandidat, en forvalter og bogholder, en præst (sognepræsten i Vordingborg) og en oldfrue. I det hele var der til anstalten knyttet omtrent 100 funktionærer og tyende.
Oringe Sindssygehospital blev tegnet af arkitekt Gottlieb Bindesbøll i 1854. Projektet viser et strengt symmetrisk anlæg bestående af bygninger af varierende højde med sidekorridorer, der også var symmetriske. Længerne stødte sammen vinkelret, hvilket kunne give mindelser om en herregård med avlsbygninger. Det var forudsat, at anlægget skulle omgives med træer, hvilket modsvarede datidens opfattelse, at sindssyge fortrinsvis skulle behandles med fred og rolige omgivelser.